# Балмат, Василий Семёнович
Васи́лий Семёнович Балма́т (14 марта 1915, Калинки, Черниговская губерния — 2 декабря 1941, Марфино, Московская область) — советский лётчик-истребитель, участник Великой Отечественной войны, Герой Советского Союза (1991, посмертно).

## Биография
Родился в 1915 году в деревне Калинки в семье крестьянина. В 1932 году окончил Суражский педагогический техникум, в 1933 году — Ленинградский товароведческий рабочий факультет. Работал на 6-м овощном комбинате в Ленинграде.
В Красной армии с 1935 года. В 1937 году окончил Харьковскую школу военных пилотов. В 1939 году участвовал в боевых действиях на реке Халхин-Гол. Принимал участие в советско-финляндской войне 1939—1940 годов. Член ВКП(б) с 1940 года.
В боях Великой Отечественной войны с июня 1941 года. Командир авиационного звена 54-го ближнебомбардировочного авиационного полка (60-я смешанная авиационная дивизия, Западный фронт) лейтенант Балмат на двухместном двухмоторном истребителе-перехватчике Пе-3 к декабрю 1941 года произвёл 16 боевых вылетов, сбил два самолёта противника. 2 декабря 1941 года со звеном, выполняя боевое задание в районе д. Каменка, сбил третий вражеский самолёт, но и его истребитель был подбит. Приказав штурману покинуть машину, Балмат отвёл горящий перехватчик от деревни. Марфино и ценой своей жизни спас её жителей. К званию Героя Советского Союза представлен в декабре 1941 года, присвоено 26 июня 1991 года посмертно.
Награждён двумя орденами Ленина (7.04.1940, 26.06.1991), медалью «За отвагу» (17.11.1939).

## Память
Похоронен в д. Марфино Московской области. На могиле установлен памятник. На месте падения самолёта — обелиск.
Памятники открыты в родной деревне Калинки (Суражский район) и на Аллее Героев в Сураже.